# Крилатовський
Крила́товський (рос. Крылатовский) — селище у складі Ревдинського міського округу Свердловської області.
Населення — 322 особи (2010, 317 у 2002).
Національний склад станом на 2002 рік: росіяни — 86 %.